# Protalebrella terminata
Protalebrella terminata är en insektsart som först beskrevs av Baker 1899.  Protalebrella terminata ingår i släktet Protalebrella och familjen dvärgstritar. Inga underarter finns listade i Catalogue of Life.